# Bezirksvertretungswahl in Wien 2001
Die Bezirksvertretungswahl in Wien 2001 wurde am 25. März 2001 durchgeführt und gemeinsam mit der Landtags- und Gemeinderatswahl 2001 abgehalten. Bei der Wahl konnte die Sozialdemokratische Partei Österreichs (SPÖ) nach den massiven Verlusten bei der Bezirksvertretungswahl 1996 starke Zugewinne erreichen und legte um 8,0 % auf 45,7 % zu. Die SPÖ konnte dabei ihre relative Mehrheit in sechzehn Bezirken halten, was ihr wie bisher den Anspruch auf 16 Bezirksvorsteher sicherte. Dabei verlor die SPÖ den Bezirksvorsteher von Neubau, konnte der Österreichischen Volkspartei (ÖVP) jedoch den Bezirksvorsteher in Mariahilf abnehmen. In den übrigen sieben Bezirken erreichte die SPÖ den zweiten Platz und damit den Anspruch auf den Bezirksvorsteher-Stellvertreter. Die SPÖ stellte in der Folge weiterhin den Bezirksvorsteher in 16 Bezirken und erreichte in den sechs der sieben übrigen Bezirken, wo sie zweitstärkste Partei geworden war, einen Bezirksvorsteher-Stellvertreter.
Die Freiheitliche Partei Österreichs (FPÖ) verlor hingegen nach der Beteiligung an der Bundesregierung 7,3 % und erreichte nur noch 19,1 %. Damit verlor die FPÖ den zweiten Platz in der Inneren Stadt und in der Landstraße konnte jedoch in dreizehn anderen Bezirken den zweiten Platz und den Anspruch auf den Bezirksvorsteher-Stellvertreter halten. Die ÖVP blieb nahezu unverändert und erreichte bei einem Minus von 0,3 % einen Stimmenanteil von 17,6 %. Die ÖVP wurde in fünf Bezirken stärkste Partei, verlor jedoch in Mariahilf den Bezirksvorsteher an die SPÖ. Dafür konnte die ÖVP der FPÖ den Bezirksvorsteher-Stellvertreter in der Inneren Stadt und im Bezirk Landstraße abnehmen. Die Grünen Wien (GRÜNE) erlangten im Bezirk Neubau erstmals in einem Bezirk die relative Mehrheit und eroberten damit erstmals in einem Bezirk den Bezirksvorsteher.
Neben SPÖ, FPÖ, ÖVP und Grüne konnte auch das Liberale Forum (LIF) in alle Bezirksvertretungen einziehen. Auf Grund der hohen Verluste verlor das LIF jedoch einen großen Teil ihrer Bezirksratsmandate. Von den übrigen kandidierenden Listen erreichte nur die Liste Pro Hetzendorf im Bezirk Meidling ein Mandat.